# Blackrock (película)

Blackrock es una película australiana de 1997 dirigida por Steven Vidler con guion de Nick Enright. Fue estrenada el año 1997, y en la actualidad ha alcanzado mayor relevancia debido a que en ella realiza su primer papel importante el fallecido actor Heath Ledger. Está basada en un hecho real, concretamente en el asesinato y violación de la niña de 15 años Leigh Leigh. Contó con 5 nominaciones a los Australian Film Institute Awards, 2 más en el Film Critics Circle of Australia Awards, 1 nominación a la mejor película en el Mystfest y ganó el Australian Writers' Guild.

## Argumento
Después de una larga fiesta en la playa, en la zona costera de Blackrock, Nueva Gales del Sur, aparece el cuerpo brutalmente apaleado y violado de una niña de 15 años. La indignación de los familiares y amigos va en aumento deseando encontrar a los responsables, y el único testigo de lo sucedido, el surfista Jared Kirby de 17 años, se debate entre delatar o no a sus amigos mientras éstos buscan una coartada.

## Estreno
La película fue estrenada el 1 de mayo de 1997 en Australia.

## Reparto
| Actor            | Role                                  |
| ---------------- | ------------------------------------- |
| Laurence Breuls  | Jared Kirby                           |
| Simon Lyndon     | Ricko                                 |
| Linda Cropper    | Diane Kirby                           |
| Jessica Napier   | Rachel Ackland                        |
| Rebecca Smart    | Cherie Milenko                        |
| Bojana Novakovic | Tracy Warner (como Boyana Novakovich) |
| Leeanna Walsman  | Shana                                 |
| Nichole Stewart  | Leanne (como Nichole Avramidis)       |
| Justine Clarke   | Tiffany                               |
| Heath Ledger     | Toby Ackland                          |
| Cameron Nugent   | Jason                                 |
| Brendan Donoghue | Dave                                  |

## Críticas
La película generó bastante controversia y malestar, debido a que está basada en una historia real, y se realizó sin el consentimiento de los familiares. Además, los pobladores de la zona no permitieron que se rodara en el lugar de los hechos porque el crimen aún era muy reciente y el dolor era palpable. Más allá de este hecho, la película en sí generó buenas críticas en Australia, algo que no sucedió en el extranjero ya que el asesinato y violación de Leigh Leigh no era muy conocido en otros países y la gente encontró la película tópica y superficial.

## Recaudación
El dinero recaudado por esta película en Australia fue de 1.100.000 dólares.